# Infundibulicybe
Infundibulicybe Harmaja – rodzaj grzybów z rzędu pieczarkowców (Agaricales). W Polsce występują trzy gatunki.

## Systematyka i nazewnictwo
Pozycja w klasyfikacji według Index Fungorum: Incertae sedis, Agaricales, Agaricomycetidae, Agaricomycetes, Agaricomycotina, Basidiomycota, Fungi.
Gatunki występujące w Polsce:
- Infundibulicybe geotropa (Bull.) Harmaja 2003 – tzw. lejkówka okazała
- Infundibulicybe gibba (Pers.) Harmaja 2003 – tzw. lejkówka żółtobrązowa
- Infundibulicybe splendoides (H.E. Bigelow) Vesterh. 2008
- Infundibulicybe squamulosa (Pers.) Harmaja 2003 – tzw. lejkówka łuseczkowata

Nazwy naukowe na podstawie Index Fungorum. Wykaz gatunków i nazwy polskie według Władysława Wojewody i innych.